# 1886 Lowell
1886 Lowell (1949 MP) là một tiểu hành tinh vành đai chính được phát hiện ngày 21 tháng 6 năm 1949 bởi H. L. Giclas ở Flagstaff (LO).